# Mein Zimmer wird zum Harem
Mein Zimmer wird zum Harem (Originaltitel The Brass Bottle) ist eine US-amerikanische Fantasy-Filmkomödie aus dem Jahr 1964. Die Geschichte basiert auf dem gleichnamigen Roman von Thomas Anstey Guthrie aus dem Jahr 1900, die bereits 1914 und 1923 verfilmt wurde. Hauptdarsteller waren Tony Randall, Burl Ives, Barbara Eden und Kamala Devi.

## Handlung
Der exzentrische erfolglose Architekt Harold Ventimore geht den nächsten großen Schritt im Leben: er hat sich mit seiner Freundin Sylvia Kenton verlobt. Als ihr Vater Anthony Kenton davon erfährt, unterbricht der Professor für Ägyptologie sofort eine Reise in Europa und kehrt in die Staaten zurück – weil er unbedingt Ventimore als Schwiegersohn verhindern will. Um seinen künftigen Schwiegereltern eine Freude zu machen, ersteigert Ventimore eine verschließbare große orientalische Messingflasche, muss jedoch feststellen, dass diese am Tag zuvor das gleiche Exemplar gekauft haben. So nimmt er die Vase wieder mit.
Als Ventimore den Deckel der Flasche öffnet, lässt er unwissentlich den Dschinn Fakrash Alamash frei, der einst vor 3000 Jahren von König Salomo in dem Behältnis eingesperrt wurde. Ventimore hält das ganze für einen Scherz und ruft die Polizei, doch als diese eintrifft, ist der Dschinn verschwunden. Am nächsten Tag bekommt er besucht von Samuel Wackerbath, der eine neue Siedlung bauen will und Ventimore – dessen Namen er sich kaum merken kann – auswählt und einen großzügigen Vorschuss gibt. Kurz darauf taucht der Dschinn wieder auf und offenbart, dass er Wackerbath den Gedanken ins Ohr gesetzt hat. Ventimores Chef William Beevor ist allerdings wenig davon angetan, dass er scheinbar hinter seinem Rücken Geschäfte macht und wirft Ventimore aus der Firma. Den trifft das ganze wenig, da er mit dem Vorschuss nun ein eigenes Architektenbüro aufmachen will.
Eines Abends lädt Ventimore seine Verlobte Sylvia und ihre Eltern zum Essen ein. Entsetzt muss er feststellen, dass sein Wohnzimmer in einen orientalischen Speiseraum samt Sklaven verwandelt wurde. Kurz darauf gesellen sich auch Haremsdamen dazu und eine Bauchtänzerin verdreht Sylvias Vater Mr. Kenton den Kopf. Sylvia ist schockiert und ihre Familie beschließt zu gehen. Ventimore erzählt Sylvias Vater vom Geheimnis der Lampe, der ihn für verrückt hält.
Während Ventimore Fakrash Vorwürfe macht, versucht dieser ihn dazu anzustiften seine Beziehung zu Slyvia zu beenden, wobei er ihm viele Frauen anbietet. Als Ventimore erwidert, dass Polygamie in den USA verboten ist, zaubert diese die bildschöne Tezra daher, eine Prinzessin der blauen Dschinn, gekleidet in ein freizügiges orientalisches Outfit. Ventimore ist von Tezra zwar angetan, entscheidet sich aber für Slyvia. Als Fakrash sie wieder wegzaubern will, geht dies nicht, denn als blaue Dschinn hat Tezra eigene Zauberkräfte und sie will Ventimore nicht verlassen. Am nächsten Tag besucht Slyvia mit einem Psychoanalytiker Ventimore, da sie sich massiv Sorgen um seinen Geisteszustand macht. Unglücklicherweise trifft sie dabei die leicht bekleidete Tezra und hält sie für Ventimores Affäre.
Ventimore bittet Fakrash sich Slyvias Vater zu offenbaren um ihm deutlich zu machen, dass er nicht lügt. Fakrash sucht mit Sylvias Vater das Gespräch, der ihn jedoch rüde abweist, woraufhin Fakrash ihn in einen Maulesel verwandelt. Vertimore findet ihn vor und fährt mit dem Esel in seinem Auto zu Fakrash, der Sylvias Vater erst zurückverwandelt, als Vertimore sich entscheidet zusammen mit Fakrash eine Immobilienfirma zu gründen.
Sechs Monate sind vergangen und Fakrash und Ventimore haben über eintausend Häuser „gebaut“. Die staatlichen Behörden, die merken, dass der Bau nicht mit rechten Dingen zugegangen sein kann, eröffnen eine Untersuchungskommission. Als Ventimore aussagt, dass Fakrash ein Dschinn ist, wird er in die geschlossene Psychiatrie eingewiesen. Fakrash sucht ihn auf und verteidigt ihn vor Gericht, allerdings sorgt er für neue Probleme dadurch. Fakrash erklärt, dass er alles wieder ungeschehen machen könne und als Ventimore ihn darum bittet, erfüllt er den Wunsch. Ventimore ist wieder in der Situation als Mr. Wackerbath ihn besucht, um ihm das Siedlungsprojekt anzubieten. Zudem stellt er ihm seinen Partner und dessen Frau vor – es sind Fakrash und Tezra.

## Rezeption
Mein Zimmer wird zum Harem erhielt ein verhaltenes Presseecho. So erfasst der US-amerikanische Aggregator Rotten Tomatoes 40 % wohlwollende Besprechungen und ordnet den Film damit als „Gammelig“ ein.
A. H. Weiler befand in der New York Times der Film sei „ungefähr so lustig wie Ihre eigene Beerdigung“ und bezeichnete ihn als „eine der langweiligeren Fantasien, die sich Hollywoods Geisterbeschwörer ausgedacht haben“.
Tony Mastroianni befand in The Cleveland, der Film sei „kein schlechter, kleiner Film“. Die Darsteller seien durchgehend gut und Kamala Devi und Lulu Porter visuell ansprechend als Haremsschönheiten.
Craig Butler nannte The Brass Bottle eine „alberne und ziemlich vorhersehbare Komödie, wie sie Hollywood in den frühen 1960er Jahren gemacht hat, bevor es herausfand, dass die Leute diese Art von Fluff mehr und mehr im Fernsehen sahen, wo sie besser aufgehoben war.“ Der Film ist zwar keine großartige Komödie, aber er ist „angenehm, liebenswert und unterhaltsam“.

„Hollywood-Komödie mit einigen gelungenen Gags und Kameratricks, die ihre Grundidee, die Konfrontation von nüchterner Gegenwart und naivem Märchenzauber, nur ungenügend umsetzt.“

Der US-amerikanische Autor und Rassismusforscher Jack Shaheen attestiert dem Film in seiner kritischen Film-Enzyklopädie Reel Bad Arabs die Verwendung stereotyper Darstellungen von Arabern.

## Hintergrund

### Entstehung
Vorlage war der 1900 veröffentlichte Roman The Brass Bottle von Thomas Anstey Guthrie. Dessen frühere Verfilmungen von 1914 und 1923 gelten als verschollen.
The Brass Bottle wurde mit einem bescheidenen Budget gedreht, und zwar hauptsächlich auf dem Gelände der Universal Studios, wobei einige Außenszenen mit Rückprojektion gedreht wurden, was dem Film das Aussehen einer Standard-Sitcom aus dieser Zeit gab.

### Bauchtanz
Im Film tritt Lulu Porter in einer kurzen Sequenz als Bauchtänzerin auf, was sie in die Schlagzeilen brachte. Zu diesem Zeitpunkt im Jahr 1964 war sie die einzige in den USA geborene Bauchtänzerin im amerikanischen Show-Business; in einem Land in dem, so der Journalist Vernon Scott „Bauchtanz […] ungefähr den gleichen Stellenwert (genießt) wie Alligator-Ringen, Schnepfenjagd, Striptease und religiöse Kulte, die sich auf den Umgang mit Schlangen stützen. In höflichen Kreisen ist er eine Pleite.“ Porter wandte sich gegen derartige Zuschreibungen und Bewertungen des Tanzes. Ende der 1960er begann der Tanz in den USA als Tanzsportart unterrichtet zu werden, wo er eine hohe Zahl an Kursteilnehmern verzeichnete. Der Durchbruch als Frauen-Trendsportart kam im Jahr 1973 mit dem Buch Getting Clear von Anne Kent Rush, in dem die Autorin ausführte, das Bauchtanz mit der Schöpfung und Geburt zu tun habe, und „weibliche Energie“ stärke.

### Weiteres
Barbara Edens Rolle war ausschlaggebend dafür, dass sie in der gleichnamigen Hauptrolle der Fernsehserie Bezaubernde Jeannie (1965–1970) besetzt wurde, auch wenn sie in diesem Film keinen Flaschengeist spielte.